# Runaways (tecknad serie)
Runaways är en amerikansk tecknad serie skapad av Brian K. Vaughan och Adrian Alphona. Den publicerades av Marvel Comics mellan åren 2003 och 2015. Serien handlar om en grupp tonåringar som upptäcker att deras föräldrar är medlemmar av brottsorganisationen The Pride.